# Burg Oldersum

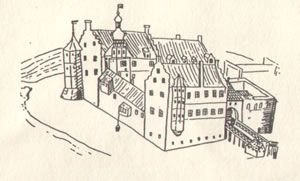
Die Burg um 1580

Die Burg Oldersum war eine von zwei hochmittelalterlichen Burgen in Oldersum, einem Ortsteil der ostfriesischen Gemeinde Moormerland, im Landkreis Leer in Niedersachsen. Sie zählt zu den bedeutendsten Stätten ostfriesischer Geschichte. Sie war Sitz der bis ins 17. Jahrhundert bestehenden Herrlichkeit Oldersum, die aus nicht viel mehr als der Burg und dem sie umgebenden Flecken bestand. Die letzten baulichen Reste der Burg wurden 1954 abgetragen. Der Standort der zweiten Burg ist bis dato unklar. Sie könnte im Bereich „Tuitjebült“ gestanden haben.

## Geschichte
Es ist unklar, wann die Burg in Oldersum errichtet wurde. Auch ihr Bauherr konnte nicht ermittelt werden. Ritter Ocko I. tom Brok, Herr des Brookmerlandes und des Auricherlandes, übergab seine Ländereien in Ostfriesland am 9. April 1381 an Albrecht von Bayern, den Grafen von Holland, um sie anschließend als Lehen zurückzuerhalten. Unter den im Lehensvertrag genannten Besitztümern befanden sich auch die beiden Burgen von Oldersum, die zu diesem Zeitpunkt schon einige Jahre alt gewesen sein müssen. Wahrscheinlich waren beide Verteidigungsbauten vom Typus ostfriesischer Steinhäuser.

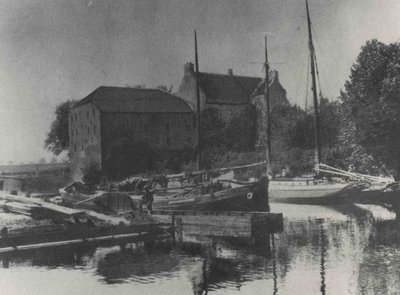
Die Reste der Burg um 1910

Um 1413 gelangte die Burg in den Besitz Focko Ukenas, eines Gefolgsmannes von Ocko II. tom Brok. Nachdem Ukena sich von Ocko abwendete, konnte er sie nach der Schlacht auf den Wilden Äckern am 28. Oktober 1427 endgültig übernehmen. Von ihm erhielt sein Sohn Uko Fockena die Burg. 1430 wurde Uko dort von einer Gruppe friesischer Häuptlinge belagert, die sich unter Führung der Cirksena im Freiheitsbund der Sieben Ostfrieslande als Opposition zu den Ukena zusammengeschlossen hatten. Am 2. November 1430 musste Uko seinen Herrschaftsanspruch aufgeben. In einem Vertrag mit den Belagerern konnte er sich jedoch, basierend auf den rechtlichen Ansprüchen seiner Frau, einer Enkelin des Ocko I. tom Brok, das Wohnrecht in der Burg erhalten. Uko blieb bis 1432 dort wohnen und wurde ein Jahr später bei Oldersum ermordet.
Bei einer Strafexpedition als Reaktion auf die andauernde Unterstützung der Vitalienbrüder durch die ostfriesischen Häuptlinge zerstörte die Hanse beide Oldersumer Burgen im Jahre 1433. Anschließend wurde nur die Burg Oldersum wieder aufgebaut. Diese gelangte um 1438 in den Besitz von Wiard Haiken, des neuen Häuptlings von Oldersum. Zu seiner Herrlichkeit gehörten neben Oldersum auch Gandersum im Emsigerland sowie spätestens seit 1453 auch Rorichum, Tergast und Simonswolde. Wiards Nachfahren regierten die Herrlichkeit Oldersum fast 200 Jahre. Mehrfach wurde die Burg in dieser Zeit zwischen den Erben aufgeteilt.
So gelangte Ulrich von Dornum (1466–1536), Sohn des Häuptlings Sibet von Esens, um 1494 durch Heirat mit Essa von Oldersum in den Besitz einer Hälfte der Burg und wurde so Häuptling einer Hälfte der in dieser Zeit durch Erbgang geteilten Herrlichkeit Oldersum. Der Flecken entwickelte sich unter seiner Herrschaft neben Emden zu einem Zentrum der „ostfriesischen Kirchenreformer“. Auf der Burg beherbergte Ulrich 1529 Andreas Bodenstein (nach seinem Geburtsort häufig nur Karlstadt genannt) und später auch Menno Simons und andere „Taufgesinnte“ (Mennoniten). Im Juni 1526 initiierte Ulrich in der örtlichen Kirche das Oldersumer Religionsgespräch, ein öffentliches Streitgespräch des Emder Predigers Georg Aportanus mit dem katholischen Dominikanerprior Laurens Laurensen. Die im Anschluss von Ulrich verfasste Schrift über das Streitgespräch fand weite Verbreitung und trug auf diese Weise zur schnellen Durchsetzung des Protestantismus in Ostfriesland bei.

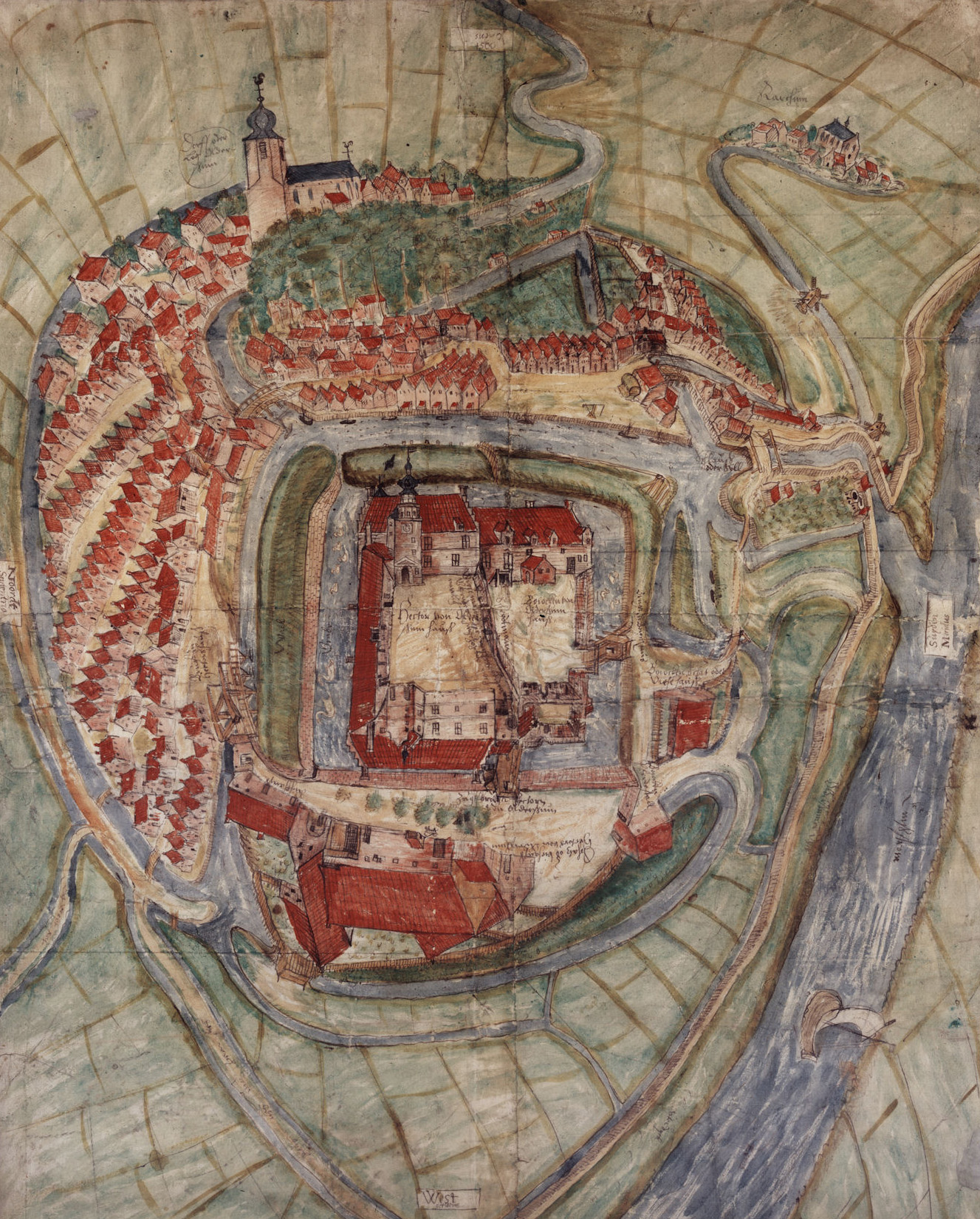
Karte der Burg Oldersum (1585)

Die andere Hälfte gehörte Boing von Oldersum (ca. 1500–1540). Er war ein enger Vertrauter Marias von Jever und unterstützte diese in ihren Abwehrkämpfen gegen die Grafschaft Ostfriesland. Während der sächsischen Fehde zerstörten Söldner des Herzogs Karl von Geldern und Balthasars von Esens die Burg im Jahre 1533. Boing starb 1540 kinderlos bei der Belagerung Wittmunds.
Nachdem auch Ulrich von Dornums Ehe mit Essa von Oldersum kinderlos geblieben war, erbte Boings Bruder Hero I. die beiden Teile der Herrlichkeit Oldersum, die damit wiedervereinigt war. Hero ließ die Burg anschließend als großzügige Vierflügelanlage neu errichten.
Im Jahre 1559 teilten die verfeindeten Brüder Hektor und Boiocko von Oldersum die Burg erneut. Dies geschah nicht nur ideell, sondern unübersehbar materiell durch eine quer über den Hof gezogene Mauer. Hector erhielt den nordwestlichen, Boiocko den südöstlichen Teil. Auch die Nebengebäude teilten die Brüder auf. Als Boiocko kinderlos starb, vermachte er seine Hälfte nicht seinem Bruder, sondern dem Grafen Johann II. von Ostfriesland. Hektor klagte anschließend gegen Johann vor dem Reichskammergericht in Speyer. Zur Untermauerung seiner Ansprüche legte er zusammen mit einer genauen Inventarisierung auch den nebenstehenden Lageplan vor.
Ein Schiedsspruch der niederländischen Generalstaaten zog 1620 endgültig einen Schlussstrich unter die Auseinandersetzung um die Teilung. Sämtliche Besitzansprüche dritter verfielen durch Aufhebung des Testaments Boiockos. Beide Teile der Burg kamen wieder in eine Hand. Die Erben verkauften die hochverschuldete Herrlichkeit mit der Burg 1631 an die Stadt Emden, die sich zu diesem Zeitpunkt auf dem Höhepunkt ihrer wirtschaftlichen Entwicklung befand. Die Stadt setzte fortan einen Drosten auf der Oldersumer Burg ein. Ein Amtmann und ein Vogt unterstützten ihn bei der Verwaltung der Herrlichkeit.
Im Jahre 1678 beschädigten münstersche Truppen den Südflügel des Osterhauses schwer. Die Stadt Emden ließ ihn danach abreißen. In der Folgezeit verfiel die Burg immer mehr. Im Jahre 1772 musste schließlich auch der Nordflügel wegen Baufälligkeit abgerissen werden. Der Nord- und Südflügel, das so genannte Westerhaus, diente noch bis 1819 als Amtssitz des Amtmanns bzw. Rentmeisters. Anschließend wurde er als Wohnhaus verpachtet und schließlich 1871 verkauft. Die letzten baulichen Reste der Burg wurden 1954 abgerissen, um dort einen Schiffshelgen der Schlömerwerft zu errichten.